# Netvibes
Netvibes é um desktop online baseado na tecnologia AJAX e é um exemplo da chamada Web 2.0.
Sua tecnologia visa permitir um alto nível de personalização, sendo possível alterar o título da página, adicionar, mover, remover conteúdos dos mais variados, entre outras personalizações. Entre os similares, estão o PageFlakes; o Goowy; o Live.com, da Microsoft; e os desktops do Yahoo e do Google. Em Portugal, há o Origo.pt.

## Serviços oferecidos
- Suporte a feeds RSS/Atom e OPML;
- Suporte a streaming para podcasts;
- Previsão do tempo oferecida pelo The Weather Channel;
- Acesso ao Gmail;
- Acesso ao Yahoo! Mail;
- Bloco de Notas;
- Fotos carregadas no Flickr;
- Documentos publicados no Writely;
- Favoritos;
- Comparação de preços;
- Lista de Tarefas;
- Acesso a e-mails via POP3 e IMAP;
- Favoritos hospedados no del.icio.us;
- Favoritos hospedados no Blogmarks;
- Feeds RSS fornecidos pelo Fox Sports;
- Disco virtual de 1 GB através do Box.net;
- Suporte a feeds iCal, permitindo ter um calendário de compromissos online;
- Suporte a abas, permitindo ter mais de uma página pessoal com diferentes conteúdos;
- Suporte a uma mini API, permitindo que outros módulos desenvolvidos por terceiros sejam adicionados à sua página;
- Módulo para controle de produtos à venda, compras, mensagens e buscas através do site de leilões eBay;
- Módulo para controle das últimas notícias do site Digg;
- Lançamento do Netvibes Ecosystem Beta, um local onde usuários do sistema podem adicionar módulos próprios, feeds RSS, calendários iCal, podcasts e abas; e compartilhá-los com outros visitantes;
- Módulo para o AOL Music;
- Módulo com gráficos coloridos fornecidos pela Alexa para comparação de tráfego entre até cinco sites;
- Aba que fornece acesso ao serviço de instant-messaging Meebo. Isso permite que usuários do Netvibes conversem com usuários do AIM, ICQ, Jabber, Google Talk, MSN Messenger e Yahoo! Messenger.

### Cinnamon
Como parte do pacote de atualizações intitulado Cinnamon que se diz a "transição para o verdadeiro Netvibes 2.0", cujo lema é Fazer sua vida digital melhor foram lançados:
- Reorganização de seções do site, como o painel de configurações e barra lateral;
- Melhora da capacidade de internacionalização, com a tradução do site para mais de 40 línguas e fornecimento de conteúdos (feeds) locais;
- A capacidade de escolha de temas dentre os fornecidos pelo site;
- Aumento do número de navegadores suportados. Atualmente, funciona com Internet Explorer 6+, Mozilla Firefox 1.0+, Opera, Konqueror e Safari;
- Buscas na Web, no próprio site ou em nova página, através do Google, Yahoo!, Windows Live, Snap e Wikipédia;
- Busca em blogs na própria página, através do Technorati, Feedster, Bloglines e IceRocket;
- Busca de imagens na própria página, através do Flickr, Google Imagens, Zooomr e Yahoo Imagens;
- Busca de módulos enviados ao Netvibes Ecosystem, também na própria página;
- Módulo do Myspace, que permite ver seus recados, fotos e até mesmo ouvir músicar por ele.

### Coriander
Como parte do pacote de atualizações intitulado Coriander, foram lançados:
- Colunas redimensionáveis, expandindo ou encurtando as larguras de acordo com a necessidade de espaço;
- Módulo de e-mail .Mac mail;
- Navegação nos feeds;
- Novo tema;
- Novos recursos para customização;
- Tradução para 30 novas linguagens;
- Comparação de busca de mapas;
- Compartilhar módulos por e-mails ou mensageiros instantâneos;
- Site fonte carregado internamente no leitor RSS.